# Hohrod
Hohrod je občina v departmaju Haut-Rhin francoske regije Alzacija.
Leta 1990 je v občini živelo 293 oseb oz. 53 oseb/km².